# Bordal Rock
Bordal Rock är en klippa i Sydgeorgien och Sydsandwichöarna (Storbritannien). Den ligger i den nordvästra delen av Sydgeorgien och Sydsandwichöarna.
Terrängen runt Bordal Rock är varierad. Havet är nära Bordal Rock åt sydväst.  Det finns inga samhällen i närheten. 